# Beauvais
Beauvais város Franciaország északi részén, Hauts-de-France régióban (korábban Pikárdia régióban), Oise megye székhelye. Franciaország kulturális és történelmi városa címet viseli. Lakosainak száma 55 906 fő (2022. január 1.). Beauvais Troissereux, Allonne, Fouquenies, Goincourt, Le Mont-Saint-Adrien, Saint-Martin-le-Nœud, Therdonne, Tillé és Aux Marais községekkel határos.

## Története
A mai város helyén időszámításunk kezdetén a Bellovaque gall törzs székhelye, majd a rómaiak megerődített települése volt. A középkor kezdetén népesült be újra a vidék, a XI. században lett püspöki székhely. Beauvais püspöke, Pierre Cauchon, az angolok szolgálatába állt, ő ítélte máglyahalálra Jeanne d’Arc-ot. A városnak van egy saját Jeanne nevű hősnője is. 1472-ben a burgundiai herceg csapatai ostromolták Beauvaist, hatalmas túlerővel. Már a védőfalra is feljutott egyikük egy zászlóval, amikor Jeanne Lainé, egy helyi iparos lánya nekirontott szekercéjével, kiragadta kezéből a zászlót, s magával rántotta a városfalról a mélybe. A szekercés Jeanne hőstette fellelkesítette a védőket s végül az ostromlók kénytelenek voltak elvonulni. Minden év június végén, rendezvényeken emlékeznek meg a hős leányról.
Beauvaisban a XVII. századtól királyi szövöde működött, értékes faliszőnyegek, kárpitok készültek XIV. Lajos francia király számára. A műhely a második világháborúban bombatámadás áldozata lett. Ugyancsak híresek voltak korábban a színes üvegablakok beauvais-i mesterei is. A várost a világháború alatt több nagy bombázás érte, ezek azonban megkímélték a város legimpozánsabb jelképét, a katedrálist.

## Demográfia
| Lakosok száma | 12 449 | 13 082 | 15 364 | 18 441 | 19 841 | 18 869 | 54 089 | 54 953 | 56 254 | 55 906 |
|               | 1793   | 1836   | 1861   | 1886   | 1911   | 1936   | 1975   | 2008   | 2017   | 2022   |

## Közlekedés

### Légi
A városban nemzetközi repülőtér üzemel.

## Látnivalók
- Cathédrale St-Pierre – a IX. század óta fennálló kis templom mellett, melynek ma már csak romjai láthatóak, 1238-ban kezdték építését a katedrálisnak, de sohasem fejezték be. Belmagassága 48 méter, a tető felső szintje csak alig valamivel alacsonyabb, mint a párizsi Notre Dame tornya. 1284-ben azonban az addig elkészült szentély egy része beomlott, mert a támfalak nem bírták el a súlyt. Újjáépítették ugyan, de ettől kezdve hol háború, hol pénzhiány akadályozta a folytatást. X. Leó pápa azért engedélyezte az úgynevezett bűnbocsátó cédulák árusítását, hogy az építkezéshez szükséges pénzt biztosítsa. Végül 1550-ben sikerült befejezni a szentélyt és a kereszthajó építését. Az épület egy része azonban ismét beomlott, mert a támaszok nem bírták el a huszártorony súlyát. Emiatt felhagytak az építkezéssel, de a katedrális még ebben a csonka formában is impozáns műemlék. A kereszthajó déli kapuja, a Portail de St-Pierre fölött hatalmas rózsaablak van. A templom méretei meghökkentők. Belmagassága sem mindennapi, a kereszthajó pedig 59 méter. Hatalmas ablakok világítják be a templomot, több közülük a XVI. századból maradt fenn, például a déli kereszthajó említett rózsája, Nicolas Leprince, a színes üvegablakok helyi mestere 1551-ben készült munkája. Az északi kereszthajó ablakrózsája kortárs művész, Max Ingrand műve 1954-ből. Az északi kereszthajó tövében álló asztrológiai óra a múlt században készült a híres strasbourgi óra mintájára. A katedrális melletti kolostorból fennmaradt részek egybeépültek a templommal, ezek a XV. századból származnak.
- Église St-Etienne – a város másik jelentős temploma, jelenlegi, sokkal szerényebb formáját a XVI. században kapta. Csodálatos reneszánsz ablakait ugyancsak Leprince készítette.
- Musée Départament de l’Oise – az egykori püspöki palotában kialakított járási múzeum, gazdag anyagot gyűjtött össze középkori emlékekből és a híres beauvais-i gobelinekből. Ugyancsak érdekes a környék egykori kerámiakészítőinek munkáiból álló bemutató.

## Galéria

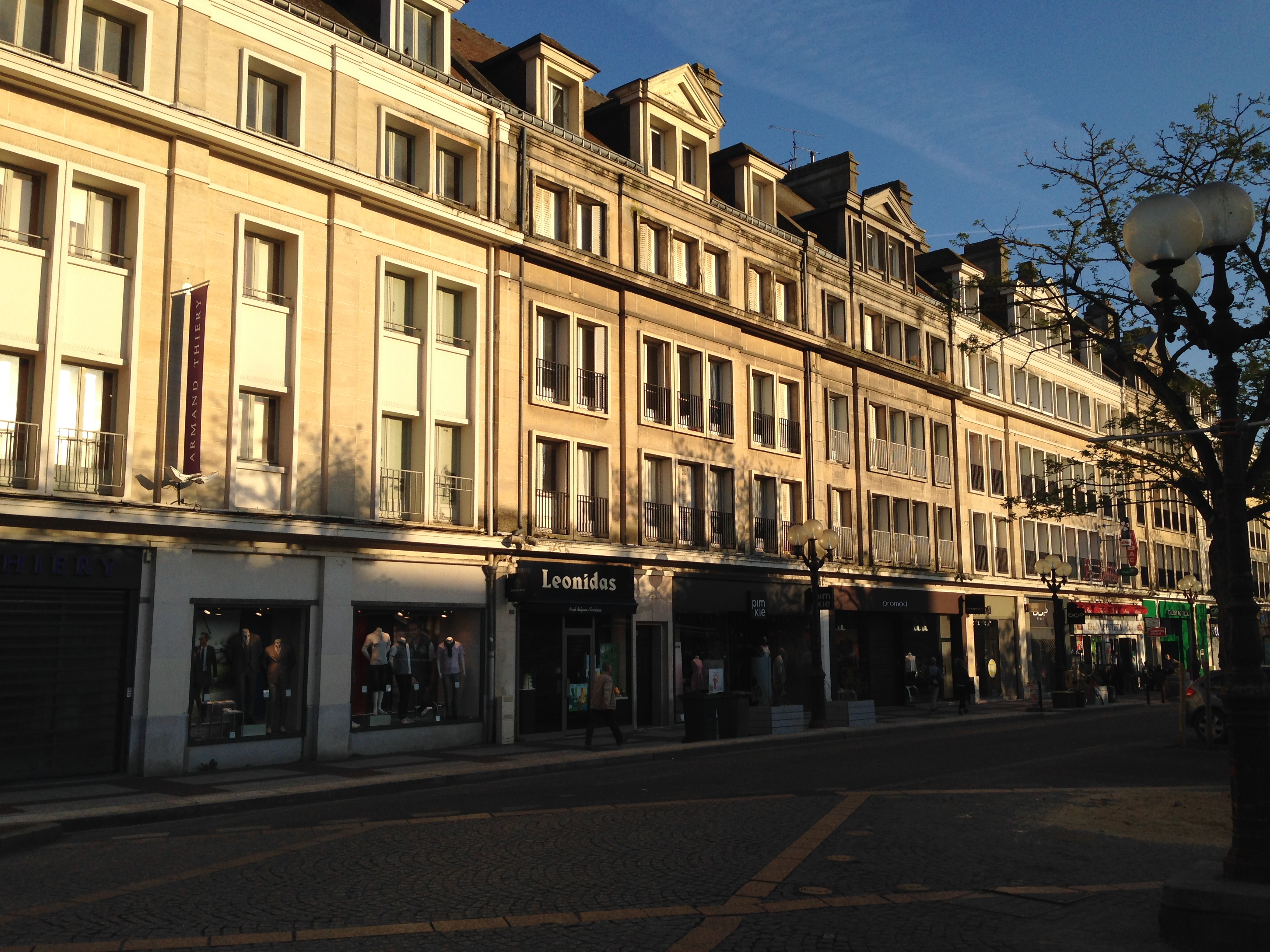
Utcarészlet
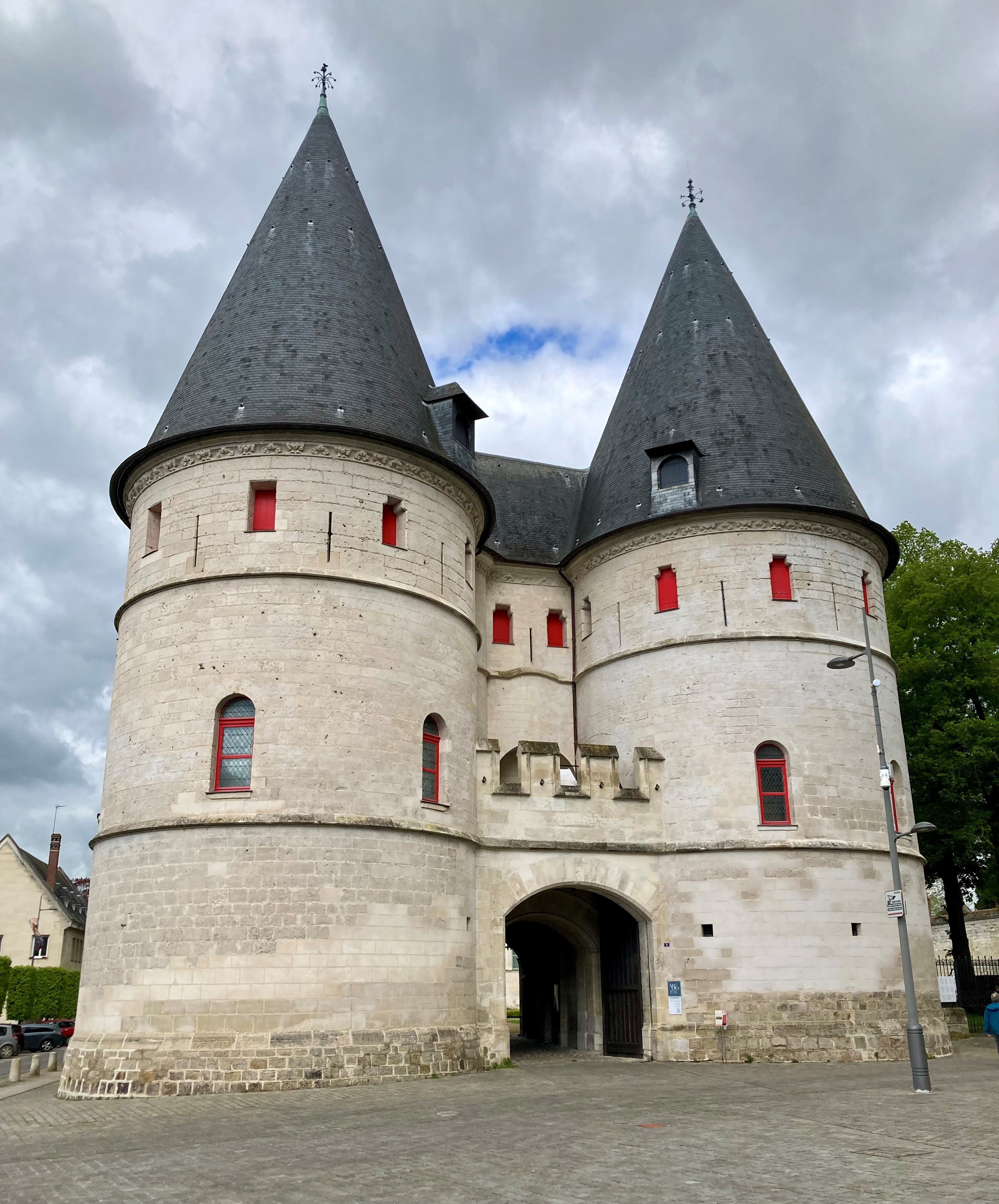
Múzeum
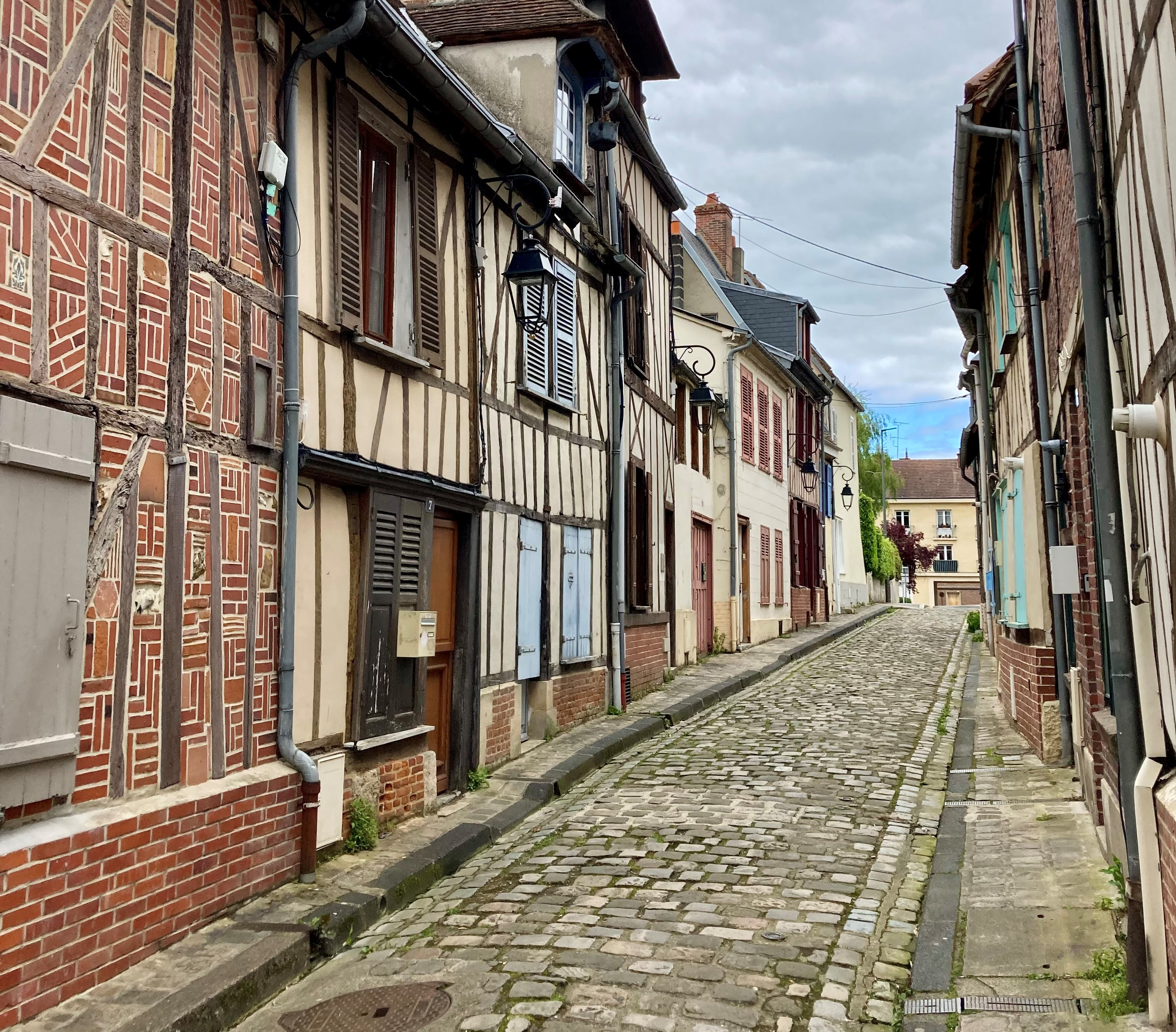
Középkori utca
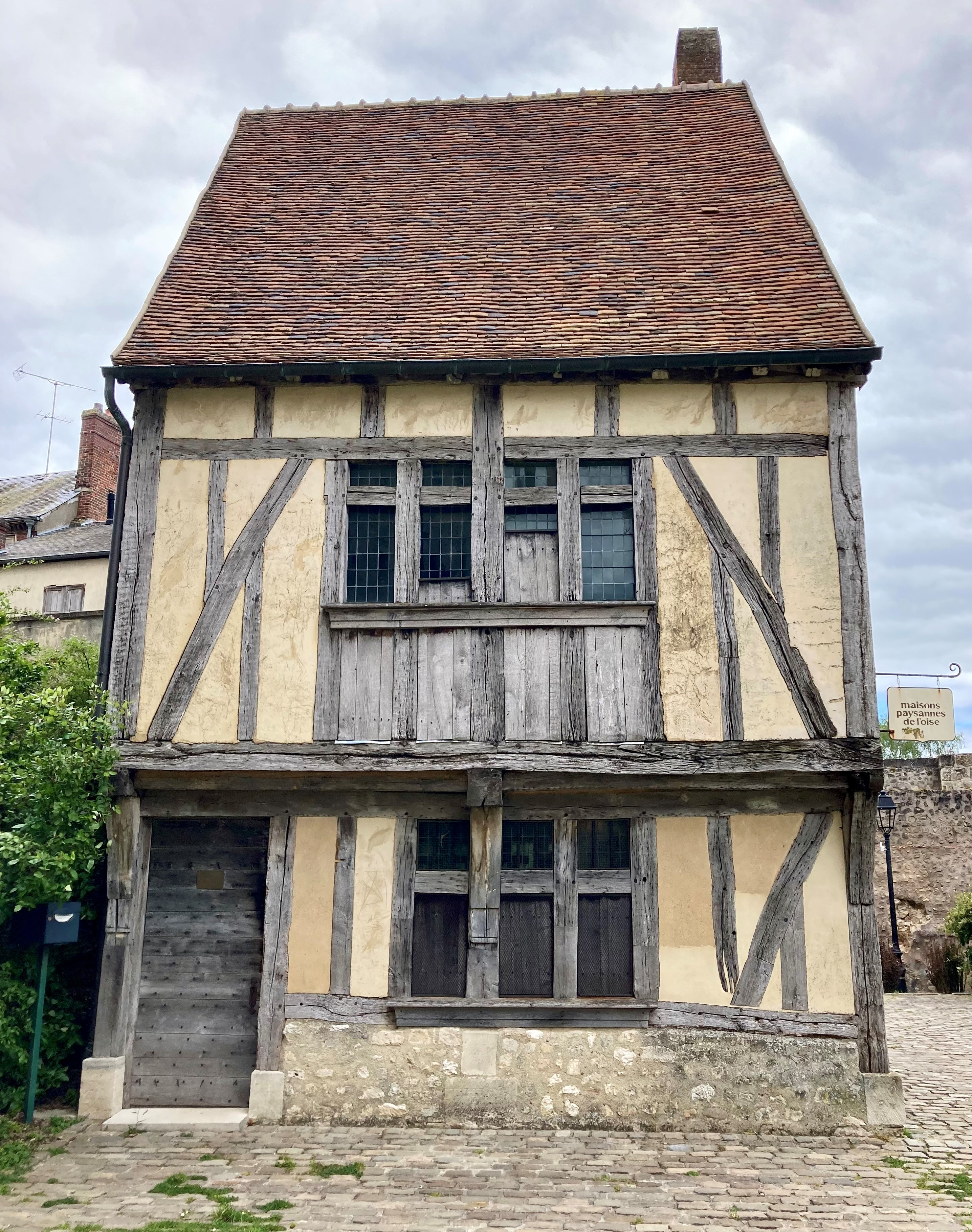
A legöregebb ház
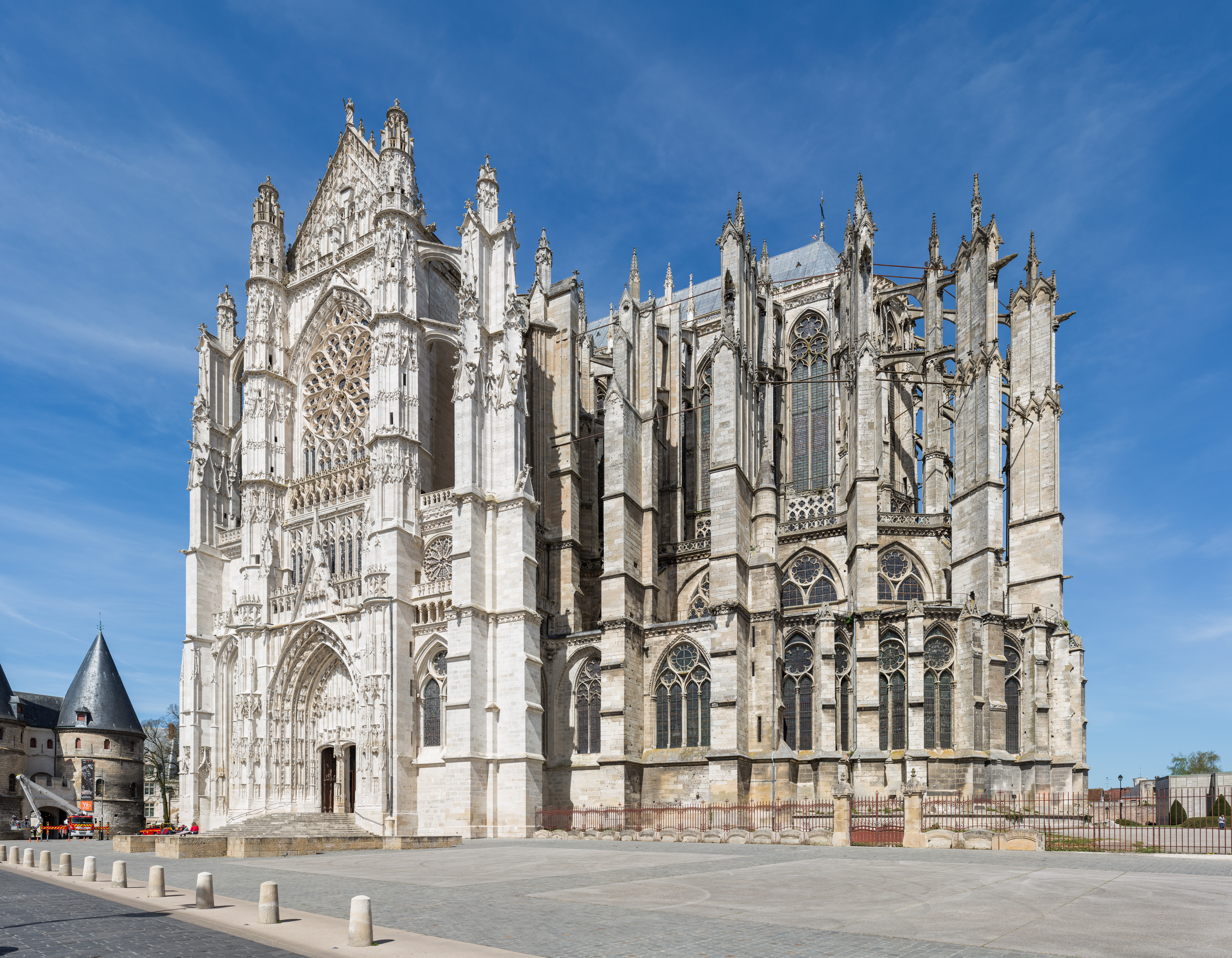
A katedrális
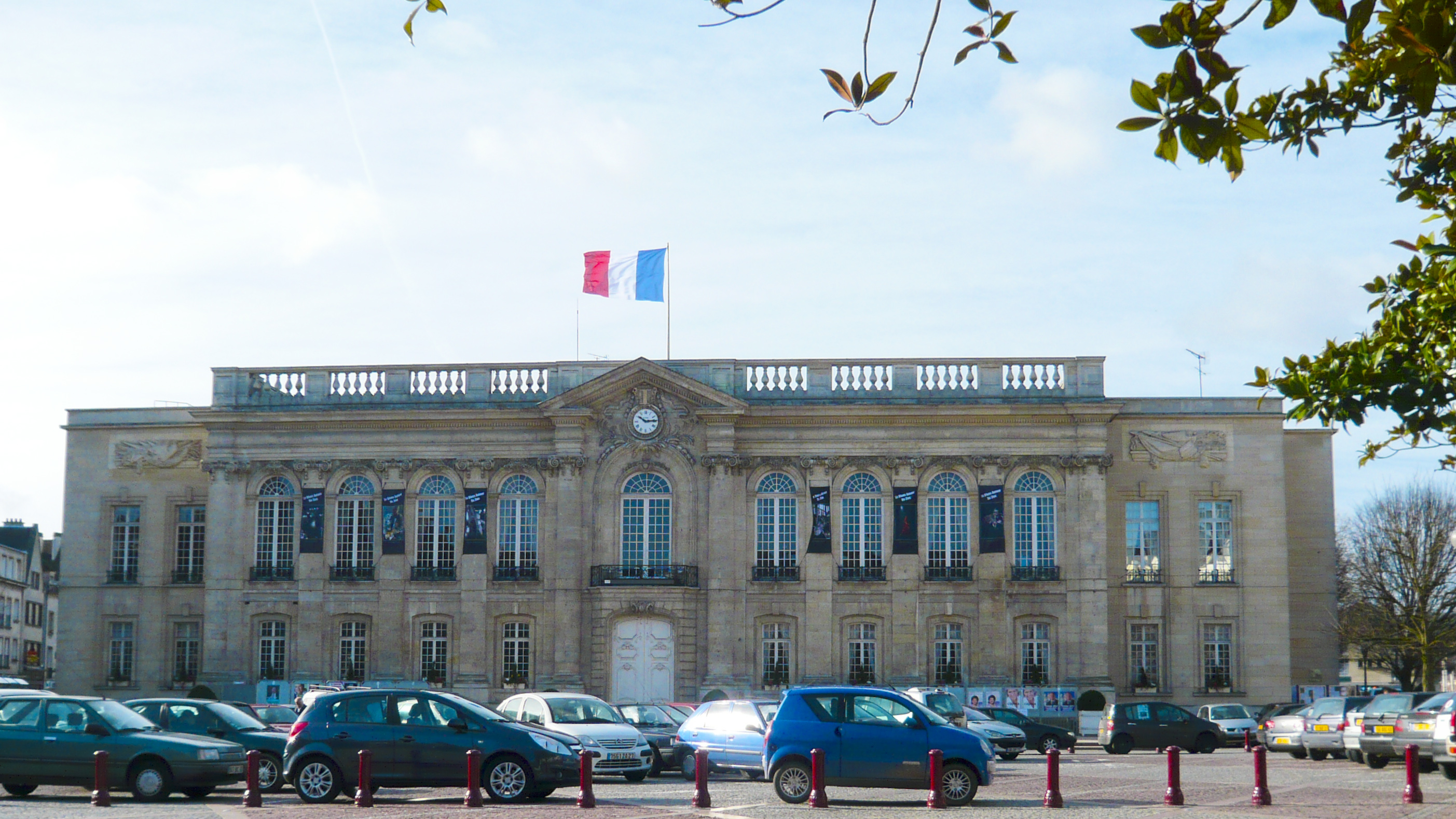
A városháza

## Híres szülötte
- Philippe de Villiers de L’Isle-Adam francia nemes, a Jeruzsálemi Szent János Lovagrend 44. nagymestere (1464-1534)

## Testvérvárosok
- Németország - Witten, 1990
- Egyesült Királyság - Maidstone, 1996
- Oroszország - Kurszk
- Lengyelország - Tczew